# Naela (співачка)
Наталі Рівера (Наела) (ісп. Nataly Rivera, *17 липня 1990, Богота, Колумбія) — колумбійська співачка та композитор. Одна з найпопулярніших співачок Колумбії. 

## Дискографія
- 2011: Naela
- 2014: Imparable
- 2015: Renacer